# Erich von Tschischwitz
Erich Wilhelm Ludwig von Tschischwitz (Kulm, 17. svibnja 1870. -  Berlin, 26. rujna 1958.) je bio njemački general i vojni zapovjednik. Tijekom Prvog svjetskog rata bio je načelnik stožera XXIII. pričuvnog korpusa i 2. armije.

## Vojna karijera
Erich von Tschischwitz rođen je 17. svibnja 1870. u Kulmu. U vojsku je stupio kao kadet 1882. godine, te je nakon završetka vojne škole služio u 6. pješačkoj pukovniji. Od listopada 1895. pohađa vojnu akademiju, dok je u rujnu 1896. promaknut u čin poručnika. Od travnja 1899. služi u Glavnom stožeru, da bi u ožujku 1902. bio unaprijeđen u satnika. Te iste godine u listopadu sklopio je brak s Magaretom von Steinbach.
Od listopada 1904. služi u XV. korpusu sa sjedištem u Strasbourgu, nakon čega se ponovno vraća na službu u Glavni stožer. U travnju 1906. postaje zapovjednikom satnije u 72. pješačkoj pukovniji, da bi se u listopadu 1907. opet vratio na službu u Glavni stožer. U rujnu 1908. promaknut je u bojnika. Od listopada 1909. služi u stožeru 36. pješačke divizije smještene u Danzigu, dok je 1911. premješten u stožer XVII. korpusa također sa sjedištem u Danzigu, nakon čega se u siječnju 1912. ponovno vraća na službu u Glavni stožer. Od veljače 1912. služi u Glavnom inspektoratu vojnog transporta, dok u veljači 1914. postaje zapovjednikom bojne u 157. pješačkoj pukovniji na kojem mjestu dočekuje i početak Prvog svjetskog rata.

## Prvi svjetski rat
Na početku Prvog svjetskog rata Tschischwitz služi kao stožerni časnik u stožeru III. pričuvnog korpusa pod zapovjedništvom Hansa von Beselera. S III. pričuvnim korpusom sudjeluje u opsadi Antwwerpena. U listopadu 1914. postaje načelnikom stožera XXIII. pričuvnog korpusa kojim je zapovijedao Georg von Kleist. U travnju 1917. promaknut je u pukovnika, dok je tijekom rujna i listopada te iste godine obnašao dužnost načelnika stožera Korpusa Osel u Operaciji Albion. Za navedenu uspješnu operaciju odlikovan je 9. studenog 1917. ordenom Pour le Mérite. 
U veljači 1918. Tschischwitz postaje načelnikom stožera 2. armije pod zapovjedništvom Georga von der Marwitza s kojom sudjeluje u Proljetnoj ofenzivi. Na mjestu načelnika stožera 2. armije nalazi se do rujna 1918. kada postaje zapovjednikom 172. pješačke brigade na kojem mjestu se nalazi i na kraju rata.

## Poslije rata
Tschischwitz 172. pješačkom brigadom zapovijeda do veljače 1919. kada postaje zapovjednikom 157. pješačke pukovnije kojom zapovijeda do svibnja 1919. kada je imenovan zapovjednikom Istočnopruske dobrovoljačke brigade. Nakon što je ista raspuštena u srpnju 1919., preuzima zapovjedništvo nad 10. pješačkom pukovnijom kojom zapovijeda do listopada kada prelazi u ministarstvo obrane na mjesto inspektora transporta. 
U travnju 1921. promaknut je u general bojnika, dok je dvije godine kasnije u veljači 1923. imenovan zapovjednikom 2. divizije sa sjedištem u Stettinu. Dva mjeseca kasnije, u travnju 1923., unaprijeđen je u čin general poručnika. U veljači 1927. postaje zapovjednikom Armijske grupe 1 sa sjedištem u Berlinu, dok je u studenom te iste godine promaknut u čin generala pješaštva. Dvije godine kasnije, 31. ožujka 1929., odlazi u mirovinu.
Erich von Tschischwitz preminuo je 26. rujna 1958. u 88. godini života u Berlinu.

## Vanjske poveznice
(eng.) Erich von Tschischwitz na stranici Prussianmachine.com

(njem.) Erich von Tschischwitz na stranici Lexikon-der-Wehrmacht.de

(njem.) Erich von Tschischwitz na stranici Bundesarchiv.de